# Distribuição do Aedes albopictus

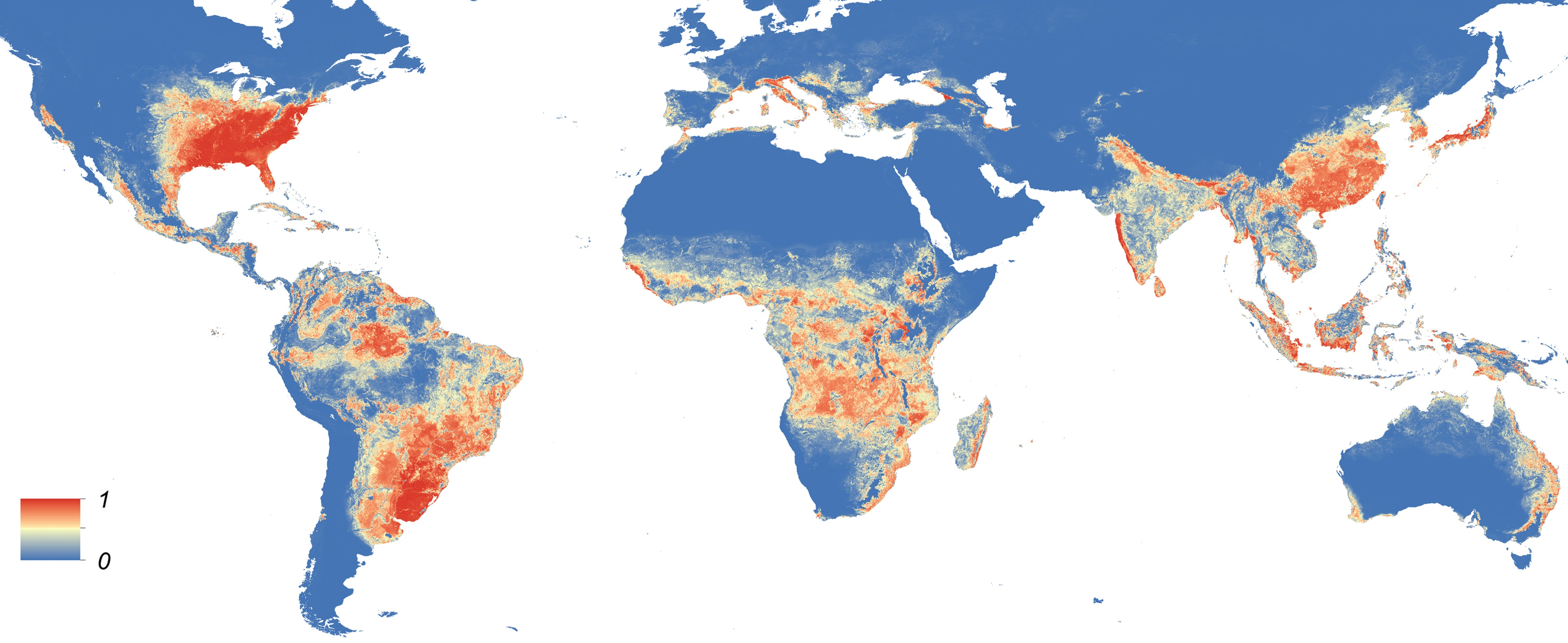
Distribuição global prevista de Aedes albopictus em 2015, a uma resolução de 5x5 km. Escala vai desde a probabilidade 0 (azul) a 1 (vermelho).

O Aedes albopictus apresenta distribuição de aspecto salpicado, por ser espécie exótica a muitas regiões, em especial, a Afrotropical, Paleártica Ocidental, Neártica e Neotropical.
A distribuição asiática original englobava o sudeste asiático, tendo a Cordilheira do Himalaia como limite norte. Entretanto, devido ao transporte passivo dos ovos e de formas imaturas em recipientes artificiais, o Ae. albopictus dispersou-se, atingindo outras regiões, como o Continente Americano, a África, a Europa Meridional e algumas ilhas do Oceano Pacífico, como o Arquipélago do Havaí.
Atualmente, a espécie está amplamente distribuída no Continente Americano, sendo observada, desde Chicago ao norte dos EUA, 41º55'N até San Antonio, norte da Argentina, 23º03'S.
Dispersão ativa e passiva são fatores importantes na determinação da distribuição das espécies. A dispersão do Ae. albopictus pode ocorrer em todas as fases de desenvolvimento do mosquito, porém com eficiência diferente. A fase adulta é pouco importante pois, apesar de a autonomia de voo ser estimada para fêmeas a um máximo de 525 metros e para machos, 225 metros, 90% dos espécimes permanecem em área de 100 metros. Como a autogenia já foi observada em Ae. albopictus, em laboratório, foi sugerido que a dispersão possa ocorrer pelo transporte de fêmeas adultas. Estas seriam transportadas por cargas em longos trajetos, durante os quais poderia haver oviposição, sem ter havido repasto sanguíneo. Assim, a espécie poderia atingir territórios, dificilmente alcançados por meios naturais de dispersão. O principal mecanismo de dispersão, entretanto, é por meio de ovos e larvas contidas nos invólucros usados de pneus, denominados "ova express".
Outro fator importante para a determinação da distribuição atual do Ae. albopictus é o fato de ser colonizador bem sucedido, capaz de mover-se facilmente através de rotas comerciais. Aparentemente, esse mosquito conquista uma base em um novo local e, com sua habilidade para explorar ambientes perturbados, tais como ferro-velho, pneus e recipientes descartados, dispersa-se para outras regiões. Desde que haja muitos desses habitats, próximos a áreas arborizadas, com o tempo, provavelmente, o Ae. albopictus pode vir a ocupar habitats representados por buracos de árvores e outros recipientes naturais. Assim, a espécie passará a ser considerada parte permanente da fauna local.
O limite da distribuição do Ae. albopictus foi estimado, com base nas temperaturas médias no Japão. Contando-se com maiores conhecimentos, devem-se levar em conta outros aspectos, que não apenas a temperatura, por exemplo, padrão das chuvas (variações sazonais), altitude, tipo de solo, características de terreno e comunidade biótica potencial. Esses aspectos, quando similares, definem ecorregiões, cujo conhecimento e mapeamento seriam de maior utilidade do que os mapas de fronteiras políticas para o estudo da dispersão. A título de exemplo: em locais onde a densidade pluviométrica é baixa, os criadouros positivos podem limitar-se a locais esparsos, como "oásis" urbanos e suburbanos, onde a atividade humana favorece a formação de criadouros artificiais.
Além disso, vale lembrar que o Ae. albopictus é plenamente capaz de sobreviver em total ausência de artefatos humanos, utilizando criadouros naturais, alimentando-se de néctar e sugando o sangue de animais silvestres. Nos locais onde isso ocorre, as características ambientais naturais têm papel dominante na determinação das áreas colonizadas pela espécie.
Na Ásia, o Ae. albopictus é encontrado em zonas urbanas e suburbanas de pequenos centros, sendo raro em grandes centros, onde a vegetação foi substituída por edificações. Em contrapartida, é encontrado, com frequência, em zonas rurais, fímbrias de matas e matas secundárias, habitando o dossel da floresta. Tem preferência pelo exterior das habitações, embora em algumas ilhas, como em La Reunion, seja o principal vetor domiciliado, enquanto o Ae. aegypti mantém hábitos e habitat silvestres. Na Tailândia, foi capturado em altitudes de 350 a 1800 m e, no México, foi coletado em localidades com altitude superior a 2.000 metros.

## Locais invadidos

### Estados Unidos
A primeira notificação sobre a colonização do Ae. albopictus nos Estados Unidos da América foi feita por Harris County Mosquito District, em Harris County, Texas, onde foram identificados múltiplos adultos e larvas. Naquela oportunidade, o Ae. albopictus estava presente em 66% da área do condado, incluindo as fronteiras com outros cinco, que se suspeitava estarem infestados. A espécie dispersou-se rapidamente para leste e norte e a sua presença em Chicago foi registrada por RIGHTOR e col. (1987). MOORE (1999) registrou a infestação por Ae. albopictus em 919 condados de 25 estados.

### Brasil
A primeira notificação da presença do Ae. albopictus no Brasil foi feita por FORATTINI (1986), em material coletado no estado do Rio de Janeiro, Rodovia Rio - São Paulo, km 47. A espécie parece ter entrado no País pelo porto de Vitória, Estado do Espírito Santo, por meio de carga de pneus usados procedente dos EUA. CONSOLI e LOURENÇO-DE-OLIVEIRA (1994) sugerem que a introdução ocorreu pelo mesmo porto, porém que seria originária do Japão e diferente da população que infestou os EUA, dispersando-se, por via férrea, pelo Vale do Rio Doce.
A seguir, exemplares imaturos de Ae. albopictus foram registrados em Areias, Vale do Paraíba, Estado de São Paulo, próxima à divisa com o Estado do Rio de Janeiro. As larvas de Ae. albopictus foram encontradas em recipientes artificiais localizados em área urbana, dando ideia de sua capacidade de dispersão. A Superintendência de Campanhas de Saúde Pública (SUCAM), em levantamento preliminar no Estado do Espírito Santo, observou a presença do Ae. albopictus na metade sul do Estado. A espécie estava presente em elevado número em depósitos de pneus e, no município de Anchieta, adultos foram coletados em vegetação baixa. GOMES e MARQUES (1988) coletaram, pela primeira vez, formas imaturas criando-se em buraco de árvore no município de Taubaté, Vale do Paraíba, Estado de São Paulo. Até então, no Brasil, os criadouros relatados haviam sido os artificiais e internódios de bambu. Quatro anos mais tarde, a espécie encontrava-se amplamente dispersa na região, ocupando habitats naturais e artificiais de natureza variada. A espécie foi observada isolada, ou compartilhando o criadouro com o Ochlerotatus terrens (Walker).
O Estado de São Paulo apresentava, em 1994, 157 municípios infestados por Ae. albopictus, 184 colonizados por Aedes aegypti e 209 municípios infestados por ambas as espécies. Em 1995, o número de municípios com as duas espécies aumentou para 267.
Em 1996, o Ae. albopictus teve sua presença registrada na cidade de Curitiba, estado do Paraná, na região oeste dos Estados de São Paulo, Minas Gerais e Rondônia. Foi também observado criando-se em Tabatinga, Amazonas, de onde foi considerado erradicado pela Fundação Nacional de Saúde (FUNASA). No entanto, a presença da espécie foi novamente detectada em outubro de 1997. SANTOS e NASCIMENTO (1998, 1999) assinalaram a presença do Ae. albopictus no Distrito Federal e Mato Grosso do Sul. Mais recentemente, GOMES e col. (1999) registraram o encontro do Ae. albopictus em área rural de zona endêmica de febre amarela no Estado de Mato Grosso do Sul.
Atualmente, a presença do Ae. albopictus foi registrada em 1.328 municípios de 17 estados brasileiros . No entanto, esses dados podem não estar atualizados, visto que foram coletados durante a investigação de casos de dengue e febre amarela, e não em pesquisas rotineiras para vigilância do vetor.

### México
Em 1988 no México, foi encontrado um pneu infestado pelo Ae. albopictus na cidade de Matamoros, próxima à fronteira com o Texas. A seguir, a espécie foi registrada em Musquiz, cidade localizada ao norte do Estado de Cohauíla e, no ano seguinte, em Piedras Negras e Ciudad Acuña, todas situadas próximas à fronteira do Texas. A espécie foi introduzida em território mexicano, provavelmente, por meio do comércio de pneus usados.

### República Dominicana
A presença do Ae. albopictus na República Dominicana foi assinalada, principalmente, em estacionamentos da capital São Domingos, República Dominicana, em 1993. Acredita-se que a sua origem pode ser a partir de populações da América continental, que perderam capacidade de resposta ao fotoperíodo. Outra hipótese seria que as populações da República Dominicana teriam vindo da Ásia Tropical, em cargas trazidas por via marítima. O encontro do Ae. albopictus na região urbana de São Domingos e em bosque, no ambiente periurbano, foi registrado por RODHAIN (1996).

### Guatemala
No decurso de pesquisas entomológicas na Guatemala, realizadas em 1995, encontraram-se exemplares de Ae. albopictus em ambiente rural, até cerca de 4 km de Puerto Barrias, Departamento de Izabal, próximo à fronteira com o México. A seguir, o mosquito foi localizado em Port of Santo Tomas de Castela, principal porto marítimo para os EUA, próximo a Puerto Barrias, em Puerto Queixal, na costa do Pacífico, e em Tecum Umán. Vale considerar que o Ae. albopictus foi a segunda espécie mais freqüente, depois do Ae. aegypti, em todas as coletas realizadas em ambiente urbano. Em contraste, no ambiente rural, o Ae. albopictus foi mais freqüente nas coletas do que o Ae. aegypti.

### Cuba
No ano de 1995 em Cuba, foram coletadas formas imaturas de Ae. albopictus em armadilhas para larvas, usadas pelo sistema de vigilância do Programa Nacional Cubano de Erradicação do Ae. aegypti. Esse foi o primeiro encontro da espécie no País. A seguir, foram coletadas formas larvais, pupais e adultas em La Lisa e Boleros, municípios situados cerca de 7 km do centro de Havana. Todos os recipientes infestados estavam fora do domicílio e quatro deles apresentavam, também, o Aedes mediovitatus (Coquillett), sugerindo aos autores que o Ae. albopictus foi introduzido no País por meio de carga, procedente da República Dominicana e/ou México.

### Colômbia
O primeiro registro da presença do Ae. albopictus, na Colômbia, data de 1998, durante investigação de casos de febre amarela. Os casos ocorreram em comunidades rurais, pertencentes aos municípios de Letícia e Puerto Marinho, da Amazônia Colombiana, próximos à fronteira com o Brasil.

### Argentina
A presença do Ae. albopictus, na Argentina, foi registrada em 1998, em San Antonio, Província de Misiones, a partir de material coletado em recipiente contendo, aproximadamente, três litros de água, em local sombreado, no jardim de uma casa, situada a 100 metros do rio San Antonio, fronteira com o Brasil.

### Referência bibliográfica
- Sonia Marta dos Anjos Alves Borges (2001). "Importância epidemiológica do Aedes Albopictus nas Américas" (PDF)  . Licenciado sob a GNU Free Documentation License.  Acessado em 19h42min de 13 de Março de 2008 (UTC).